# 靈異之城
《天才之城》（英語：Eureka，風格化為）是一部美國科幻電視劇。從2006年7月18日開始在Syfy播出。已經播出了四季，第五季目前正在拍攝。第四季的後半部份于2011年7月11日開始播出，在2011年9月19日播畢。故事是發生在俄勒岡州一個名為Eureka的小鎮，這裡的居民幾乎都是天才和科學家。他們幾乎都在GD研究所工作。2007年，靈異之城獲得了艾美獎提名。靈異之城也是Syfy迄今收視率最高的電視劇。製作方宣佈在播畢第五季后，將不再製作新一季的劇集。

## 外部連結
- 官方网站
- 互联网电影数据库（IMDb）上《Eureka》的资料（英文）
- AllMovie上《Eureka》的资料（英文）